# Hindsiclava rosenstielanus
Hindsiclava rosenstielanus é uma espécie de gastrópode do gênero Hindsiclava, pertencente a família Pseudomelatomidae.